# Halomsíros kultúra
A halomsíros kultúra Közép-Európát uralta a középső bronzkorban (kb. Kr. e. 1600 – Kr. e. 1200)
Az úněticei kultúra utódja volt Közép-Európában. Ennek törzsterületein kívül kiterjedt például Bajorországra és Württembergre is. Utóda a késő bronzkori urnamezős kultúra volt.
Mint neve is jelezi, megkülönböztető jegye az, hogy halottait sírdombok alá – halomsírokba vagy kurgánokba – temette.
Jellemzően katonatársadalom volt, szétszórt településekkel és erődített központokkal, amely kelet felé a Kárpát-medencéig, azon belül a Tisza folyóig terjeszkedett, észak felé a közép-európai úněticei területeken túl a mai Lengyelországba. Egyes tudósok szerint a kultúra dél-németországi csoportjai egy olyan indoeurópai nyelvi csoporthoz tartozhattak, amilyen a feltételezett italo-kelta csoport is lehetett, az italikus és kelta nyelvek teoretikus közös őse. Ez ellentmond más elméleteknek. Például David W. Anthony szerint a proto-italikus csoportok – és talán a proto-kelták is – korábban, és keletről érkeztek Itáliába, a Balkánról, illetve az adriai régióból.

## Korszakfelosztás
Az alábbi kulturális korszak felosztást Paul Reinecke alkotta 1902-ben, a bronzkori sírokon végzett kutatások alapján. A halomsír kultúra a középső bronzkorban, a B, C1 és C2 periódusokban volt jelen. Halomsírokat a kőkortól a vaskorig máshol is használtak Európában: a halomsíros kultúra nevet azonban egyedül erre a konkrét korszakra és erre a konkrét földrajzi területre használják. A "Ha" a Hallstatt név rövidítése: ezen belül az A és a B az urnamezős kultúra, a C és a D a hallstatti kultúra.
| Közép-Európa a bronzkorban |                  |
| Késő bronzkor              |                  |
| Ha B2/3                    | 800–950 Kr. e.   |
| Ha B1                      | 950–1050 Kr. e.  |
| Ha A2                      | 1050–1100 Kr. e. |
| Ha A1                      | 1100–1200 Kr. e. |
| Bz D                       | 1200–1300 Kr. e. |
| Középső bronzkor           |                  |
| Bz C2                      | 1300–1400 Kr. e. |
| Bz C1                      | 1400–1500 Kr. e. |
| Bz B                       | 1500–1600 Kr. e. |
| Kora bronzkor              |                  |
| Bz A2                      | 1600–2000 Kr. e. |
| Bz A1                      | 2000–2200 Kr. e. |

## Fordítás
- Ez a szócikk részben vagy egészben  a   Tumulus culture című angol Wikipédia-szócikk ezen változatának fordításán alapul.  Az eredeti cikk szerkesztőit annak laptörténete sorolja fel. Ez a jelzés csupán a megfogalmazás eredetét és a szerzői jogokat jelzi, nem szolgál a cikkben szereplő információk forrásmegjelöléseként.